# Дисен ам Амерзе
Дисен ам Амерзе (њем. Dießen am Ammersee) град је у њемачкој савезној држави Баварска. Једно је од 31 општинског средишта округа Ландсберг ам Лех. Према процјени из 2010. у граду је живјело 10.239 становника. Посједује регионалну шифру (AGS) 9181114.

## Географски и демографски подаци
Дисен ам Амерзе се налази у савезној држави Баварска у округу Ландсберг ам Лех. Град се налази на надморској висини од 535-678 метара. Површина општине износи 82,6 km². У самом граду је, према процјени из 2010. године, живјело 10.239 становника. Просјечна густина становништва износи 124 становника/km².

## Међународна сарадња
| Мјесто    | Држава               | Врста сарадње | Од    |
| --------- | -------------------- | ------------- | ----- |
| Виндермир | Уједињено Краљевство | партнерство   | 1998. |
|           | Чешка                | партнерство   | 2007. |
| Извор     |                      |               |       |